# UFC Fight Night: Gonzaga vs. Cro Cop 2
UFC Fight Night: Gonzaga vs. Cro Cop 2 (también conocido como UFC Fight Night 64) fue un evento de artes marciales mixtas celebrado por Ultimate Fighting Championship el 11 de abril de 2015 en el Tauron Arena Kraków en Cracovia, Polonia.

## Historia
Este fue el primer evento que la organización ha celebrado en Polonia.
El evento estelar contó con la revancha entre Gabriel Gonzaga y el veterano que hacía su regreso Mirko Filipović. En su primer combate en UFC 70, Gonzaga le dio a Cro Cop "de su propia medicina", al noquearlo con una devastadora patada a la cabeza. Dicha patada es uno de los nocauts más célebres en la historia de la UFC.

## Premios extra
Cada peleador recibió un bono de $50,000.
- Pelea de la Noche: Gabriel Gonzaga vs. Mirko Filipović
- Actuación de la Noche: Maryna Moroz y Leon Edwards